# Marvellous Tomorrow
Marvellous Tomorrow är Astreams debut-EP, utgiven 1995 på Bad Taste Records.

## Låtlista
1. "Get Your Hands Out of My Pocket"
2. "Choking"
3. "Truck Driver from Hell"
4. "Time"
5. "Happy Days"
6. "Beer Bottle Surfer"

### Fotnoter
1. ↑  ”Marvellous Tomorrow”. Discogs.com. http://www.discogs.com/Astream-Marvellous-Tomorrow/release/3120464. Läst 4 januari 2012.